# Idaea tineata
Idaea tineata är en fjärilsart som beskrevs av Thierry-mieg 1911. Idaea tineata ingår i släktet Idaea och familjen mätare. Inga underarter finns listade i Catalogue of Life.